# ジューン・ブロンヒル
ジューン・メアリー・ブロンヒル（英語: June Mary Bronhill、1929年6月26日 – 2005年1月24日）は、ジューン・ゴフとしても知られていたオーストラリアのコロラトゥーラ・ソプラノのオペラ歌手、パフォーマー、女優である。後述の通り前者は芸名。
オペラの舞台だけでなく、ロンドンのウエスト・エンドの劇場やオーストラリアでの、オペレッタ（ライトオペラ、軽歌劇）、ミュージカル劇場でもよく知られていた。

## 生い立ち
1929年、ニューサウスウェールズ州ブロークンヒルにジューン・メアリー・ゴフ（June Mary Gough）として生まれる。父のジョージ・フランシス・ゴフ（George Francis Gough、1892年 - 1963年）はイギリスのエセックスで生まれ、母のメアリー・イソベル・デイジー・ゴフ（Mary Isobel Daisy Gough、1895年 - 1964年）は旧姓をホール（Hall）といった。
2度結婚し、一度目は1951年8月10日にニューサウスウェールズ州マリックヴィルでブライアン・マーティン（Brian Martin）と行ったもの、二度目は1963年1月17日にシドニーでリチャード・ミルバーン・シャンパン・ド・クレスピニー・フィニー（Richard Milburne Champion de Crespigny Finny、1925年 - 2003年）とのものである。両方とも離婚に終わったが、1963年5月ミルバーンとの間には娘のキャロリン・ジェーン・フィニー（Carolyn Jane Finny）をもうけている。

## 芸名
エルシー・メリー・フィッシャー（Elsie Mary Fischer、1881年 - 1945年、芸名「エルサ・ストラリア（Elsa Stralia）」）、ヴェラ・オナー・ヘンプシード（Vera Honor Hempseed、1890年 - 没年不明、タスマニアにちなんで芸名「マダム・ヴェラ・タスマ」）、ヘレン・ポーター・ミッチェル（Helen Porter Mitchell、1861年 - 1931年、メルボルンにちなんで芸名「ネリー・メルバ」）、ドロシー・マーベル・トーマス（Dorothy Mabel Thomas、1896年 - 1978年、芸名「ドロシー・キャンベラ（Dorothy Canberra）」）、フローレンス・エレン・タウル（Florence Ellen Towl、1870年 - 1952年、バララットにちなんで芸名「マダム・バラーラ（Madame Ballara）」）、フローレンス・メアリー・ウィルソン（Florence Mary Wilson、1892年 - 1968年、芸名「フローレンス・オーストラル（Florence Austral）」）に代表されるオーストラリアの名歌手たちと同様にジューンは故郷のブロークンヒルに因んで芸名をジューン・ブロンヒルとした。このような芸名をつけたのは、海外へ歌の修行に出るための資金を集めてくれた故郷に感謝するためであった。きっかけはヨーロッパのボーカル教師が「ブロークンヒル」を「ブロンヒル」と聞き間違えたことだという。

## 女優活動
1949年に「太陽のアリア」（現在のシドニー・アイステズボッド・マクドナルドのオペラ・アリアの大会）で3位、1950年に1位を獲得した。ブロンヒルはこの賞金をロンドンへの渡航費に充て、さらに勉強を続けた。
ブロンヒルはロンドンで訓練を受け、イングリッシュ・ナショナル・オペラ（当時は一時的にサドラーズ・ウェルズ・オペラ（Sadler's Wells Opera）といった）・カンパニーで、モーツァルトの『フィガロの結婚』に出演し、早くから注目を集める。また、『こうもり』、『ジプシー男爵』、メノッティの『電話』、フロトーの『マルタ』、エンゲルベルト・フンパーディンクの『ヘンゼルとグレーテル』で主役を歌った。オッフェンバックのオペラでは、同オペラ・カンパニーで『地獄のオルフェ』のエウリディケや『パリの生活』のガブリエルなどの役を演じた。
1961年と1962年には、オーストラリアの舞台で『サウンド・オブ・ミュージック』にマリア・フォン・トラップ訳で出演した。1964年、ロンドンのリリック・シアターでミュージカル『ロバートとエリザベス（Robert and Elizabeth）』にエリザベス役で出演し、ロバート・ブラウニング（Robert Browning）役のキース・ミッシェル（Keith Michell）と共演、1966年にはオーストラリアでも上演された。また、アイヴァー・ノヴェロのミュージカル『グラマラス・ナイト（Glamorous Night）』と『ダンシング・イヤーズ（The Dancing Years）』のイギリス公演にも出演し、後者はロンドンのサヴィル・シアター（Saville Theatre）でシーズン中上演された。また、1981年にロンドンのアポロ・ビクトリア・シアター（Apollo Victoria Theatre）で上演されたロジャース＆ハマースタインの『サウンド・オブ・ミュージック』のリバイバル版では、マザー・アベス（Mother Abbess）役で出演している。
ブロンヒルの代表作は、1958年にサドラーズ・ウェルズ・オペラ・カンパニーのダニロ役トーマス・ラウンド（Thomas Round）と共演したフランツ・レハールの『メリー・ウィドウ』である。ブロンヒルはハンナ・グラワリ（Hanna Glawari）役として200回以上出演し、ファンを獲得した。
ブロンヒルは頻繁に母国を訪れ、1975年にはシドニー・オペラ・ハウスで『メリー・ウィドウ』、『地獄のオルフェ』、『こうもり』、『リゴレット』などのオペラに出演した。 1976年にはオーストラリアに永住することを決意し、オーストラリアでは、『後宮からの誘拐』や、1976年7月にヴィクトリア州立オペラで上演されたドニゼッティの『マリア・ストゥアルダ（Maria Stuarda）』（ロビン・ラヴジョイ（Robin Lovejoy）演出 、ナンス・グラント（Nance Grant）、リチャード・ディバル（Richard Divall）指揮）に出演している。
後年はオペレッタで、ジョセフィーヌ（『H.M.S. Pinafore』にて）、フィリス（『Iolanthe』）、ルース（『ペンザンスの海賊』）などの役柄を演じた。また、『メイド・オブ・ザ・マウンテンズ（The Maid of the Mountains）』『コール・ミー・マダム（Call Me Madam）』、『ア・リトル・ナイト・ミュージック（A Little Night Music）』、『ナンセンス（Nunsense）』、『マイ・フェア・レディ』、『ハウ・トゥー・サクシード』に出演し、ミュージカル以外の作品では『毒薬と老嬢』に出演している。
ブロンヒルは、イギリスのコメディシリーズ『Are You Being Served?』のオーストラリア版でクロフォード夫人（Mrs Crawford）役で出演したほか、リプトン紅茶のテレビ広告で「ティンホルンのためのフーガ（Fugue for Tinhorns）」を歌っている（ガイズ&ドールズ参照）。

## その他の活動
ブロンヒルは、オーストラリア少女合唱団の設立当初からの後援者である。その名を冠した奨学金「ジューン・ブロンヒル奨励奨学金」があり、毎年、最も合唱力のある聖歌隊員に授与されている。また、アンドリュー・シブリー（Andrew Sibley）が描いたブロンヒルの肖像画は、1966年のアーチボルド賞（Archibald Prize）に応募された。1976年には音楽業界への貢献により大英帝国勲章を授与された。ブロークンヒルにある通りと講堂もブロンヒルにちなんで名付けられている。1979年にはデビューシングル『主の祈り』をリリースした。
ブロンヒルの声は、「非常に透明で、ダイヤモンドのような明るいコロラトゥーラ・ソプラノ」 、及び「完全に非の打ちどころのない発声である」と評された。オペラ・ニュースは、"ブロンヒルのさわやかで明るいかわいらしさと水晶のような発声法が、自身をオペレッタのヒロインにおける理想の表現者たらしめた。"と記している。

## 晩年・引退とその後
ブロンヒルは2005年1月24日、シドニーのナーシングホームで眠りながら75歳で亡くなった。1980年代に乳がんを克服したものの、晩年は聴覚障害と社会的孤立に悩まされ、1993年に引退していた。故郷であるブロークンヒルは、死の2日後、2005年の「オーストラリアの日」の祝典で1分間の黙祷を宣言し、ブロンヒルを讃えた。ロン・ページ（Ron Page）市長は、「彼女は私たちにとって非常に特別な存在です。ブロークンヒルのどの家の人に聞いても、ジューン・ブロンヒルを誇りに思うと答えるだろう」と述べた。ジョン・アンダーソン首相代理は、「世界は何百万人もの人々を楽しませた人物の死を悼んでいるが、この地のコミュニティが、この女性の一人の人生を祝う非常に誇り高いコミュニティであることを認めているのは、良いことです。」との見解を表明した。

## 自伝
ブロンヒルの「率直で面白い」自伝、『ザ・メリーブロンヒル（The Merry Bronhill）』が1987年に出版されている。EMI は、この本を宣伝するために同じタイトルのコンピレーション・アルバムを制作した。

## 名誉
ブロンヒルは1976年の新年の叙勲で大英帝国勲章（OBE）を受賞 、後にオーストラリアバラエティクラブから生涯功労賞（Lifetime Achievement Award）を授与された。